# Радзивилл, Ян Николай
Князь Ян Николай Александр Радзивилл (пол. Jan Mikołaj Radziwiłł; 17 мая 1681, Клецк — 20 января 1729, Чернавчицы (ныне Брестского района Брестской области Беларуси) — государственный деятель Великого княжества Литовского, кравчий литовский (1699—1706 и 1707—1708), каштелян виленский (1707), воевода новогрудский (1709—1729), староста лидский, юрборский, судовский.

## Биография
Представитель княжеского рода Радзивиллов герба «Трубы». Сын канцлера великого литовского Доминика Николая Радзивилла (1653—1697) и его первой жены Анны Марианны, княжны Полубинской. Крупный землевладелец.
Обучался в Несвижском иезуитском коллегиуме. После его окончания совершил заграничную поездку по Германии, Франции, Испании, Нидерландам и Австрии.
С юных лет участвовал в политической жизни Речи Посполитой. В 14 лет был старостой гродским, а в 15 лет — послом (депутатом) Новогрудского воеводства. В 1701 году в парламенте Парижа выступил с протестом против избрания королём Пруссии Фридриха I, который, несмотря на это, принимал участие в его свадьбе.
После смерти отца в 1697 году, будучи VI ординатом клецким, получил в наследство имения, отягощённые долгами. Был опекуном младших братьев Михала Антония и Николая Фаустина.
Пытался поправить имущественные дела посредством женитьбы с Генриеттой Доротой (1682—1775), дочерью и единственной наследницей великого подскарбия коронного Яна Ежи Пшебендовского. Свадьба состоялась в 1704 году в Берлине в присутствии прусского короля. Радзивилл получил в качестве приданого около 600 000 злотых. Однако огромная сумма не помогла Яну Николаю рассчитаться с долгами, деньги вскоре были потрачены, и через 10 лет семья распалась, супруга сбежала от мужа к родственникам. В 1718 году она смогла добиться папского согласия на развод.
Единственным выжившим сыном об этого брака был Марцин Миколай. Младшие дети — сын Юзеф Альберт и дочь Анна Малгожата умерли в раннем возрасте.
По информации историков, Ян Николай Радзивилл был психически неуравновешенным человеком. Душевная болезнь передалась его сыну, наследнику Марцину Миколаю.

## Награды
- Кавалер польского ордена Белого Орла